# Bitoma gracilis
Bitoma gracilis är en skalbaggsart som beskrevs av Sharp 1894. Bitoma gracilis ingår i släktet Bitoma och familjen barkbaggar. Inga underarter finns listade i Catalogue of Life.